# Thomas Täglichsbeck

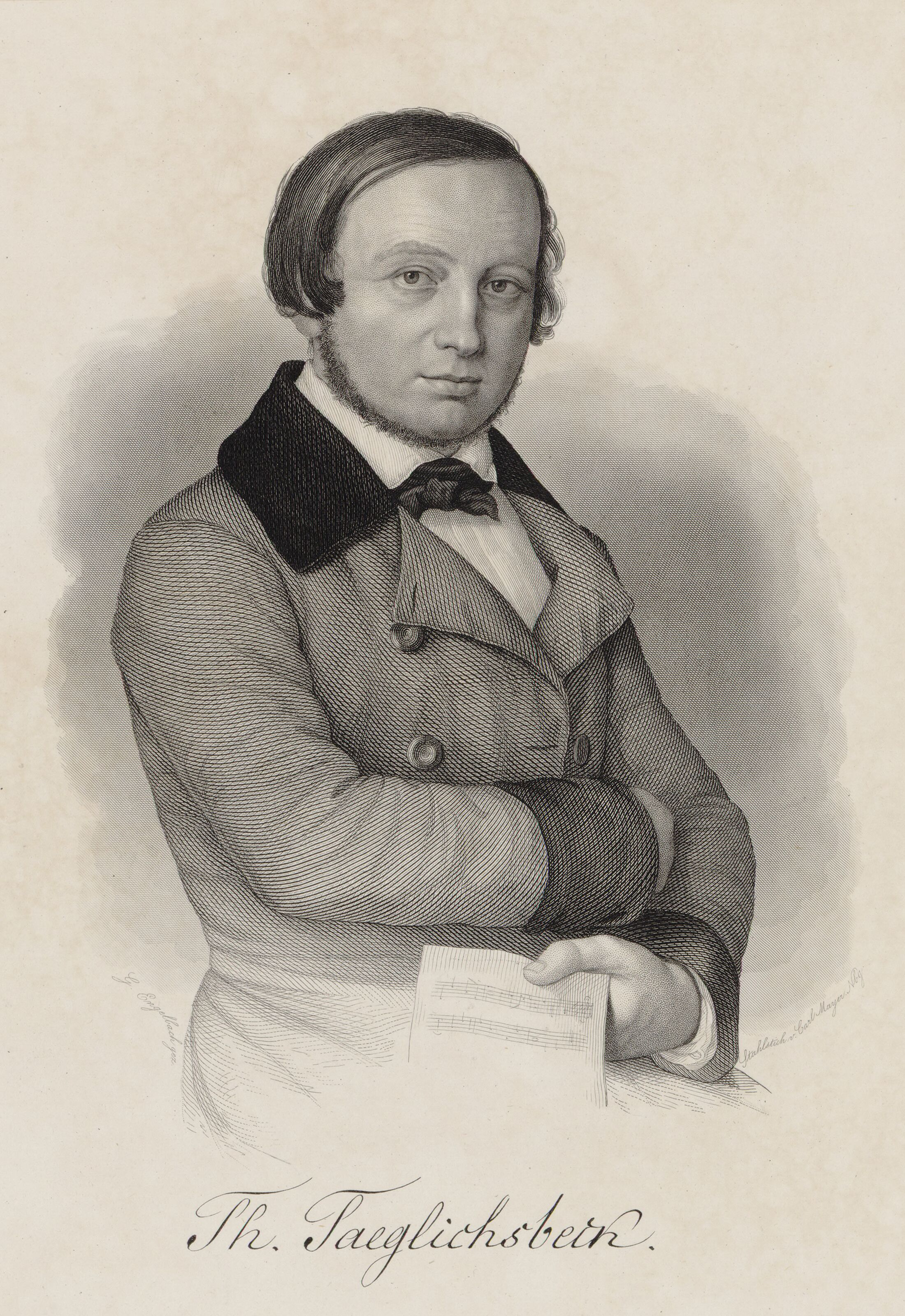
Thomas Täglichsbeck.

Thomas Täglichsbeck, född 31 december 1799 i Ansbach, död 5 oktober 1867 i Baden-Baden, var en tysk violinist, tonsättare och dirigent.
Täglischsbeck studerade för Pietro Rovelli i München och inträdde 1817 som violinist i Münchens teaterorkester där han sedermera tjänstgjorde som anförare. År 1827 blev han hovkapellmästare hos fursten av Hohenzollern-Hechingen till 1843, då detta kapell upplöstes. Därefter uppehöll han sig i Strasbourg, Löwenberg i Schlesien och Dresden. 
Täglichsbeck gjorde vidsträckta konsertresor och besökte därvid även Sverige. I november 1840 lät han höra sig på en konsert i Stora Börssalen. Samma år kallade honom Kungliga Musikaliska Akademien till sin ledamot. Han komponerade ett par symfonier, en mässa, kör- och pianokompositioner samt en mängd violinstycken.